# 福島県の資格者配置路線
福島県の資格者配置路線（ふくしまけんのしかくしゃはいちろせん）とは、交通誘導警備業務に関し、道路又は交通の状況により、福島県公安委員会が道路における危険を防止するため必要と認める路線である。当該路線で交通誘導警備業務を実施するにあたっては、交通誘導警備業務を実施する場所ごとに、交通誘導警備業務1級検定又は2級検定の合格証明書の交付を受けた警備員を1名以上配置しなければならない。

## 告示・施行
- 2006年12月19日：告示 福島県公安委員会告示第41号
- 2007年6月19日：施行
- 2016年4月1日：改正（平成27年福島県公安委員会告示第56号）

## 路線一覧
|    | 路線名                         | 区間                                                                     |
| -- | ------------------------------ | ------------------------------------------------------------------------ |
| 1  | 国道4号                        | 福島県の全域                                                             |
| 2  | 国道6号                        | 福島県の全域                                                             |
| 3  | 国道13号                       | 福島県の全域                                                             |
| 4  | 国道49号                       | 福島県の全域                                                             |
| 5  | 国道118号                      | 福島県の全域                                                             |
| 6  | 国道121号                      | 福島県の全域                                                             |
| 7  | 国道288号                      | 福島県の全域                                                             |
| 8  | 国道289号                      | 福島県の全域                                                             |
| 9  | 国道294号                      | 福島県の全域                                                             |
| 10 | 国道349号                      | 福島県の全域                                                             |
| 11 | 国道399号                      | いわき市平字十五町目20番3号先から福島市飯坂町茂庭134林班い小班までの全線 |
| 12 | 国道459号                      | 喜多方市上三宮町から相馬郡浪江町津島までの全線                           |
| 13 | 福島県道3号福島飯坂線          | 全線                                                                     |
| 14 | 福島県道10号日立いわき線       | 福島県全域                                                               |
| 15 | 福島県道12号原町川俣線         | 全線                                                                     |
| 16 | 福島県道14号いわき石川線       | 全線                                                                     |
| 17 | 福島県道15号小名浜四倉線       | 全線                                                                     |
| 18 | 福島県道20号いわき上三坂小野線 | 全線                                                                     |
| 19 | 福島県道26号小名浜平線         | 全線                                                                     |
| 20 | 福島県道56号常磐勿来線         | 全線                                                                     |
| 21 | 福島県道64号会津若松裏磐梯線   | 会津若松市の全線                                                         |
| 22 | 福島県道142号河内郡山線        | 全線                                                                     |
| 23 | 福島県道355号須賀川二本松線    | 全線                                                                     |